# 1896년 하계 올림픽 미국 선수단
미국은 1896년 4월 6일부터 15일까지 그리스 아테네에서 열린 제1회 하계 올림픽에 선수단을 파견했다. 3개 종목에 선수 14명만이 참가했지만, 169명이 참가한 주최국 그리스를 금메달 수에서 앞섰다. 미국은 11개의 금메달을, 그리스는 10개를 획득했다. (그러나 전체 메달 수에서는 그리스가 46개로 앞섰다)
대분의 선수는 하버드 대학나 프린스턴 대학의 선수 혹은 보스턴 체육 협회 회원이었다. 대표단은 뉴저지주 페닝턴에 있는 페딩턴 스쿨에서 훈련하며 첫 근대 올림픽에 대비했다. (/6)

## 메달 집계

### 종목별 참가 선수 및 메달 집계
| 종목 | 참가 선수 | 1  | 2 | 3 | 합계 |
| 육상 | 10        | 9  | 6 | 2 | 17   |
| 사격 | 3         | 2  | 1 | 0 | 3    |
| 수영 | 1         |    |   |   | 0    |
| 합계 | 14        | 11 | 7 | 2 | 20   |

### 메달리스트
| 메달 | 이름          | 종목 | 세부 종목         | 날짜     |
| ---- | ------------- | ---- | ----------------- | -------- |
|      | 제임스 코널리 | 육상 | 남자 세단뛰기     | 4월 6일  |
|      | 톰 버크       | 육상 | 남자 400m         | 4월 7일  |
|      | 엘러리 클라크 | 육상 | 남자 멀리뛰기     | 4월 7일  |
|      | 로버트 개릿   | 육상 | 남자 원반던지기   | 4월 7일  |
|      | 로버트 개릿   | 육상 | 남자 포환던지기   | 4월 7일  |
|      | 존 페인       | 사격 | 남자 25m 군사권총 | 4월 10일 |
|      | 톰 버크       | 육상 | 남자 100m         | 4월 10일 |
|      | 토머스 커티스 | 육상 | 남자 110m 허들    | 4월 10일 |
|      | 엘러리 클라크 | 육상 | 남자 높이뛰기     | 4월 10일 |
|      | 웰스 호이트   | 육상 | 남자 장대높이뛰기 | 4월 10일 |
|      | 섬너 페인     | 사격 | 남자 30m 자유권총 | 4월 11일 |
|      | 허버트 제미슨 | 육상 | 남자 400m         | 4월 7일  |
|      | 아서 블레이크 | 육상 | 남자 1500m        | 4월 7일  |
|      | 로버트 개릿   | 육상 | 남자 멀리뛰기     | 4월 7일  |
|      | 섬너 페인     | 사격 | 남자 25m 군사권총 | 4월 10일 |
|      | 로버트 개릿   | 육상 | 남자 높이뛰기     | 4월 10일 |
|      | 제임스 코널리 | 육상 | 남자 높이뛰기     | 4월 10일 |
|      | 앨버트 타일러 | 육상 | 남자 장대높이뛰기 | 4월 10일 |
|      | 프랜시스 레인 | 육상 | 남자 100m         | 4월 6일  |
|      | 제임스 코널리 | 육상 | 남자 멀리뛰기     | 4월 7일  |

## 종목별 성적

### 사격
페인 형제가 25m 군사권총에서 금메달가 은메달을 휩쓸었다. 형인 섬너 페인은 30m 자유권총에서도 금메달을 땄다.
| 선수            | 세부 종목     | 점수 | 명중 | 순위 |
| 찰스 발트슈타인 | 200m 군사소총 | -    | -    | ?    |
| 존 페인         | 25m 군사권총  | 442  | 25   | 1    |
| 섬너 페인       | 25m 군사권총  | 380  | 23   | 2    |
| 섬너 페인       | 30m 자유권총  | 442  | 24   | 1    |

## 수영
| 선수            | 세부 종목    | 기록 | 순위 |
| 가드너 윌리엄스 | 100m 자유형  | ?    | ?    |
| 가드너 윌리엄스 | 1200m 자유형 | ?    | ?    |

## 육상
미국 선수단은 12개 세부 종목에 참가해 선수 여섯 명이 금메달 9개, 은메달 6개, 동메달 2개를 땄다.

### 트랙 및 도로 경기

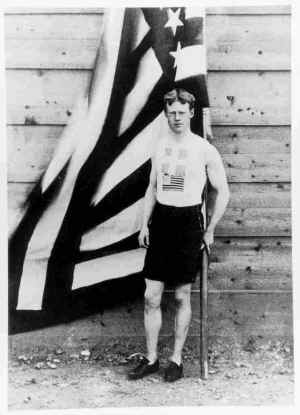
토머스 커티스

| 선수          | 세부 종목 | 예선 | 예선 | 결선   | 결선 |
| 선수          | 세부 종목 | 기록 | 순위 | 기록   | 순위 |
| 아서 블레이크 | 1500m     |      |      | 4:33.6 | 2    |
| 웰스 호이트   | 110m 허들 | ?    | 2 Q  | -      | 실격 |
| 토머스 커티스 | 100m      | 12.2 | 1 Q  | -      | 실격 |
| 토머스 커티스 | 110m 허들 | 18.4 | 1 Q  | 17.6   | 1    |
| 톰 버크       | 100m      | 11.8 | 1 Q  | 12.0   | 1    |
| 톰 버크       | 400m      | 58.4 | 1 Q  | 54.2   | 1    |
| 프랜시스 레인 | 100m      | 12.2 | 1 Q  | 12.6   | 3    |
| 허버트 제미슨 | 400m      | 56.8 | 1 Q  | 55.2   | 2    |
| 아서 블레이크 | 마라톤    |      |      | 23 km  | 실격 |

### 필드 경기

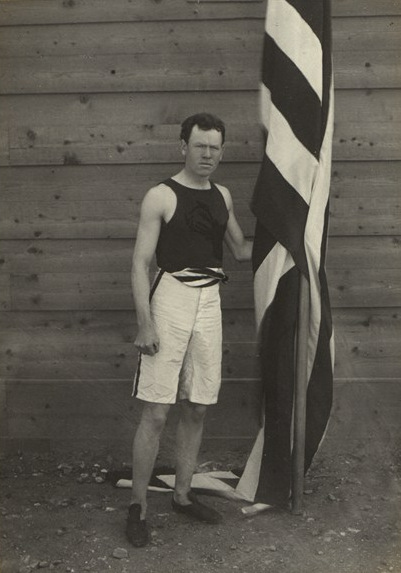
제임스 코널리

| 선수          | 세부 종목    | 기록  | 순위 |
| 로버트 개릿   | 높이뛰기     | 1.65  | 2    |
| 로버트 개릿   | 멀리뛰기     | 6.00  | 2    |
| 로버트 개릿   | 원반던지기   | 29.15 | 1    |
| 로버트 개릿   | 포환던지기   | 11.22 | 1    |
| 앨버트 타일러 | 장대높이뛰기 | 3.20  | 2    |
| 엘러리 클라크 | 높이뛰기     | 1.81  | 1    |
| 엘러리 클라크 | 멀리뛰기     | 6.35  | 1    |
| 엘러리 클라크 | 포환던지기   | ?     | ?    |
| 웰스 호이트   | 장대높이뛰기 | 3.30  | 1    |
| 제임스 코널리 | 높이뛰기     | 1.65  | 2    |
| 제임스 코널리 | 멀리뛰기     | 5.84  | 3    |
| 제임스 코널리 | 세단뛰기     | 13.71 | 1    |

## 참고 문헌
- Lampros, S.P.; Polites, N.G.; De Coubertin, Pierre; Philemon, P.J.; & Anninos, C. (1897). 《The Olympic Games: BC 776 – AD 1896》 (PDF). Athens: Charles Beck. 2013년 1월 16일에 원본 문서 (PDF)에서 보존된 문서. 2010년 4월 7일에 확인함.
- Mallon, Bill; & Widlund, Ture (1998). 《The 1896 Olympic Games. Results for All Competitors in All Events, with Commentary》 (PDF). Jefferson: McFarland. ISBN 0-7864-0379-9. 2011년 5월 14일에 원본 문서 (PDF)에서 보존된 문서. 2010년 4월 7일에 확인함.
- Smith, Michael Llewellyn (2004). 《Olympics in Athens 1896. The Invention of the Modern Olympic Games》. London: Profile Books. ISBN 1-86197-342-X.